# Reute (Scheidegg)
Reute (früher auch: Oberreute) ist ein Gemeindeteil der Marktgemeinde Scheidegg im bayerisch-schwäbischen Landkreis Lindau (Bodensee).

## Geographie
Die Einöde liegt circa einen Kilometer südwestlich des Hauptorts Scheidegg und zählt zur Region Westallgäu. Nördlich der Ortschaft liegt Diethen.

## Ortsname
Der Ortsname bezieht sich auf frühneuhochdeutsche Wort reut für Rodesiedlung und bedeutet mit dem historisch oft verwendetem Präfix Ober-, (oberhalb gelegene) Rodesiedlung.

## Geschichte
Reute wurde urkundlich erstmals 1569 mit Oberreute am obgemelten Underschwende erwähnt. 1771 fand die Vereinödung Reutes statt. Die Ortschaft gehörte einst dem Gericht Kellhöfe in der Grafschaft Bregenz an.